# Musa ag Amastan
(Musa ag Amastan)
Musa ag Amastan, cioè Musa figlio di Amastan (Ahaggar, 1867 – Ahaggar, 23 dicembre 1920), fu un grande amenukal (capo supremo) dei tuareg dell'Ahaggar.
Apparteneva alla nobile tribù dei Kel Ghela (o Kel R'ela), tanto per via del padre, Amastan ag Hegyer quanto per via della madre, Tabehawt ult Khemidu (entrambi bisnipoti di Kella, discendente di Tin Hinan).
Venne allevato dallo zio materno Akhu ag Khemidu, presso il quale si trovava la madre al momento della nascita (si era separata momentaneamente dal marito), e rimase con lui anche quando la madre ripartì per tornare dal marito. Ben presto entrambi i genitori morirono ed egli rimase nella famiglia dello zio, insieme ai suoi tre fratelli (Othman, Ameshawi e Bellu) ed alla sorella Rakhma.
Raggiunta l'età adulta, cominciò a distinguersi per le sue doti guerriere conducendo alcune scorrerie (rezzu) contro le tribù tuareg del sud, in particolare gli Iwellimmidden. In una di queste spedizioni (nel 1892) rimase ucciso il fratello Bellu, ed egli stesso rimase ferito, con una lancia infissa nella coscia. Qualche anno dopo (1896) egli tornò per vendicarsi, accompagnato anche da tribù dell'Aïr, e provocò una battaglia sanguinosa con molti caduti dall'una e dall'altra parte.
Durante questi viaggi attraverso diverse regioni del Sahara, ebbe modo di conoscere il marabutto Bey di Attalya (della tribù di religiosi dei Kunta, nell'Adagh), che prese su di lui un grande ascendente, e lo convertì ad una vita devota, convincendolo ad abbandonare le razzie e a dedicarsi alla difesa degli oppressi e alla ricerca della pace.
Intervenendo spesso per difendere le tribù dell'Adagh contro gli attacchi dei Taitoq (tuareg del nord) finì per imporre, nel 1897, la pace tra queste tribù le cui dispute duravano da tempo immemorabile. Ciò gli valse un vasto sostegno tra le popolazioni dell'Adagh. Intervenne anche autorevolmente nelle dispute tra le tribù dell'Aïr e gli Iwellimmidden, acquisendo così una vasta considerazione fra tutte le popolazioni tuareg, dall'Ahaggar fino al fiume Niger.
Nel frattempo, la situazione si andava facendo critica per i rapporti tra i tuareg e la Francia, che ormai circondava il deserto con le sue forze (dal nord al sud) e si accingeva ad intervenire direttamente anche in queste regioni fino ad allora completamente indipendenti. Il partito degli oppositori ai Francesi subì un durissimo colpo con la battaglia di Tit (7 maggio 1902), nella quale persero la vita più di cento guerrieri tuareg: una percentuale elevata degli effettivi che le tribù del nord potevano mettere in campo. I due amenukal che governavano contemporaneamente dal 1900 (il focoso Attisi ag Amellal e il debole Mohammed ag Urzig) rischiavano di condurre tutto il proprio popolo al suicidio. Per questo Musa intavolò trattative con il comandante militare francese Métois a In Salah, recandosi anche lui stesso di persona ad incontrarlo, e il 19 gennaio 1904 sottoscrisse un accordo di pace in cui riconosceva formalmente la sottomissione dei tuareg ai francesi, a patto che essi consentissero loro di continuare ad amministrarsi secondo le loro consuetudini. Il capitano Métois, a nome della Francia, riconobbe in lui l'amenukal e gli stessi tuareg furono contenti di riconoscerlo in tale carica, stanchi delle continue e rovinose battaglie con un esercito meglio armato e organizzato.
Musa ag Amastan fu dunque, di fatto, l'amenukal dell'apertura ai francesi. Ma non fu certo una marionetta nelle loro mani. Il suo amore per la pace era sincero e trovò ben presto corrispondenza nella figura di Charles de Foucauld, ex militare ormai convertito e desideroso di darsi alla ricerca del divino nella meditazione, che si ritirò in eremitaggio proprio tra i monti dell'Ahaggar, a stretto contatto con Musa e con la sua tribù.
Nel 1910, Musa, che a detta di quanti lo conobbero, era molto aperto alle novità e curioso di conoscere; compì una visita in Francia su invito del governo francese, durante la quale visitò anche la famiglia del padre Foucauld.
Intorno al 1916 si fecero particolarmente intense le pressioni da parte della senussia, la confraternita mistica islamica che si batteva con forza contro gli Italiani in Libia, perché anche i tuareg si unissero ad essa in un vasto movimento insurrezionale contro tutte le potenze europee. Il capo tuareg che legò il proprio nome a questa rivolta fu Kaosen, ma sembra che lo stesso Musa ag Amastan si fosse trovato nell'incertezza, dovendo scegliere tra la via della pace (che peraltro imponeva delle umiliazioni) e quella del tentativo di riscatto. La sua scelta comunque fu per il mantenimento della pace, e quando nel 1920 si spense, le sue ultime parole furono un'esortazione a continuare la sua politica.
Come tutti i nobili tuareg, Musa ag Amastan non era solo un condottiero e un uomo d'armi, ma fu anche un eccellente poeta. Diverse sue composizioni sono state trascritte e conservate dal padre de Foucauld nella sua raccolta di poesie dell'Ahaggar. In particolare si segnalano le poesie in lode della cugina, Dassine Oult Yemma, per la quale sembra abbia nutrito un grande amore tutta la vita. Peraltro Dassin, si era sposata con un altro (Aflan ag Duwa) quando Musa era ancora lungi dal diventare il capo potente che fu, e questo amore, ammesso che fosse corrisposto, rimase sempre platonico. Ad ogni modo, la storia dell'amore tra Musa e Dassin è tramandata presso tutti i tuareg e ha acceso anche la fantasia di autori occidentali, per esempio la scrittrice francese Angèle Maraval-Berthoin che ad essa ha dedicato un volume (che è stato tradotto anche in italiano).
Questa versione letteraria ha ispirato un film italiano, Le quattro porte del deserto, con soggetto e regia di Antonello Padovano.